# Mauricio Fernandini
Jorge Mauricio Fernandini Arbulú (Chiclayo, 19 de mayo de 1966) es un periodista, conductor de televisión, productor, locutor de radio y bailarín peruano.

## Biografía
A los veinte años, ingresa a trabajar en el diario La República.
En 1987, Fernandini debutó donde condujo el programa Pulso que duró hasta el año 1990.
En el año 1993, ingresó a las filas de Panamericana Televisión donde condujo los programas periodísticos el programa domimical Panorama, la edición central de 24 horas y el noticiero matutino Buenos días, Perú que duró hasta en octubre de 1998.
En 1999, Fernandini ingresó a América Televisión como reportero donde condujo el programa La revista dominical conducido por Nicolás Lúcar.
El 2 de agosto del 1999, Fernandini regresó a Panamericana Televisión donde condujo el noticiero matutino 24 Horas - Edición matinal, junto a la periodista Katia Duharte y luego Valia Barak que duró hasta a mediados del 2000.
En el año 2003, ingresó a la señal de cable de Canal N fue productor y conductor donde condujo el programa A fuego lento.
En la año 2008, Fernandini donde condujo el programa de gastronomía 20 lucas que duró hasta en marzo del 2017.
Apasionado a la cocina y de la marinera, fue ganador del Concurso de Marinera 2009, organizado por la Municipalidad Metropolitana de Lima.
Entre 2019 y 2022, fue presentador del programa Encendidos para RPP. Sin embargo, en 2022, generó controversia por sus relaciones con Salatiel Marrufo, jefe de asesores del Ministerio de Vivienda involucrado en el caso de los Asesores en la Sombra.

### Caso de corrupción Sada Goray
Aprovechando su posición como periodista, en septiembre de 2021, contactó al posteriormente también investigado ministro de vivienda Geiner Alvarado por medio de Salatiel Marrufo, con quien coordinó una reunión con allegados a la empresaria inmobiliaria Sada Goray, quien necesitaba un subsidio del Fondo Mivivienda para su proyecto de vivienda social localizado en el sur de Lima. Durante los próximos meses, recibió sesenta mil soles por las reuniones realizadas en su departamento de San Isidro. En dichas reuniones, el ministro les comunicó que se requerían cuatro millones de soles en sobornos para la aprobación del proyecto. Y coparon el directorio del Fondo Mivivienda con personas allegadas a Sada Goray. Todas las transacciones de dinero se realizaron en su departamento.
Aunque en un principio negó tales hechos, finalmente los reconoció. El 12 de julio de 2023, fue detenido por la Policía Nacional en las inmediaciones de la embajada estadounidense en Lima. El 3 de agosto de 2023, se le dictó una orden de prisión preventiva por 30 meses.

## Vida privada
En 2014 reveló que su orientación sexual es homosexual en una entrevista con Beto Ortiz y Carla García en Radio Capital. Mantiene una relación sentimental con el artista plástico Antonio Zegarra.

## Filmografía

### Televisión
| Año       | Título            | Rol                     | Notas |
| --------- | ----------------- | ----------------------- | ----- |
| 1987-1990 | Pulso             | Presentador             |       |
| 1993      | Panorama          | Presentador             |       |
| 1993-1998 | 24 horas          | Presentador de noticias |       |
| 1995-1998 | Buenos días, Perú | Presentador de noticias |       |
| 2003      | A fuego lento     | Presentador             |       |
| 2008-2017 | 20 lucas          | Presentador             |       |
| 2018-2019 | El gran show      | Concursante             |       |
| 2019-2022 | Encendidos        | Presentador             |       |

### Radio
| Año       | Título     | Rol         | Notas |
| --------- | ---------- | ----------- | ----- |
| 2019-2022 | Encendidos | Presentador |       |